# X
X je 24. písmeno latinské abecedy. V češtině se používá jen vzácně pro zápis cizích slov, v nichž označuje skupinu hlásek ks (text [tɛkst]) nebo gz (exit [ʔɛɡzɪt]). Některé jazyky (např. polština) x nepoužívají a zapisují je jako ks (nebo gz), jistý čas bylo nahrazováno písmeny ks i v češtině (tekst, eksperiment). Písmeno x bylo do českých pravidel pravopisu zavedeno v roce 1913.
Stejně zapisovaný znak Х v alfabetě a cyrilici odpovídá spřežce ch v latince. Ekvivalentem písmene X v alfabetě je Ξ (ksí), v cyrilici je dnes již nepoužívané Ѯ.

## Významy
- X všeobecně označuje něco neznámého či tajného (Planeta X, Projekt X apod.), případně nedostupnou, neexistující hodnotu (např. u chybového hlášení). Důvod, proč se X ujalo jako označení něčeho neznámého není přesně znám. Je možné, že původ tohoto označení je z arabského slova šay’ (přepis do latinky bez určujícího členu al s významem něco (neurčitá neznámá věc)). Ve středověku byla matematika především výsadou na Islámu založených zemích, které poté ovlivnily tehdejší Evropu  například arabskými číslicemi, anebo pomocí spisů různých myslitelů jako byl Al-Chorezmí - ty ale většinou dorazily do Evropy až o hodně později (11., 12., 13. století) přes oblast tehdejšího Španělska, v kterém se některé z nich také poprvé překládaly do evropského jazyka - španělštiny. Poněvadž se ve španělštině nenachází š, tak se pro tento účel použilo řecké X (chí), toto slovo se tedy do španělštiny přepsalo jako xai, postupem času se však toto označení mohlo zkrátit pouze na řecké X, které se překladem do tehdejšího mezinárodního jazyka - latiny změnilo svoji výslovnost na tu latinskou (ks). Další domněnka o původu X jako označení pro neznámé se týká řeckého slova ξένος (xénos) s významem cizí, divný, neobvyklý.[3][4]
- X také může obecně znázorňovat křížek znamenající přeškrtnutí či označující místo na mapě apod.
- Ve fotografii je X označení současné (přesné) synchronizace blesku.
- Ve fyzice je záření X, či paprsky X starší označení pro rentgenové záření, druh elektromagnetického záření.
- Ve elektrotechnice je X značkou reaktance.
- V chemii je X starší chemická značka xenonu
- V genetice je X označení chromozómu – Chromozom X. Odvozeně z toho někdy X označuje ženské pohlaví či element jako protiklad k Y.
- V hudbě
  - X je název alba skupiny INXS
  - X je název americké punk rockové skupiny.
  - X je název japonské hard rockové skupiny.
  - symbol x se používá v notaci jako hlavička neintonovaných not (např. u frázované recitace)
  - podobným symbolem je dvojkřížek.
- V informatice je X označení grafického uživatelského prostředí – viz X Window System.
- V kabalistické filozofii označuje X narození či smrt.
- V kinematografii
  - X je označení mládeži nepřístupných filmů; v USA bylo nahrazeno označením NC-17, ve Velké Británii označením 18.
  - X je název anime série.
  - X je název německého filmu z roku 1928.
- V letectví je X označení amerických experimentálních prototypů letadel, např. letoun F-35 byl v průběhu testování označován jako X-35.
- V lingvistice (resp. fonetické abecedě IPA) je x označení pro neznělou velární frikativu (odpovídající latinské spřežce ch).
- V marketingu písmeno X (jako součást názvu výrobku) zpravidla symbolizuje vysoce kvalitní, exkluzivní, luxusní zboží.
- V matematice
  - x je nejčastější označení neznámé proměnné.
  - x je označení vodorovné osy v kartézské soustavě souřadnic. Z toho vychází i označení souřadnice X v geodézii.
  - podobný symbol × označuje kartézský součin, případně v psaném textu součin obecně.
- V oděvním průmyslu je X zkratka anglického extra, např. XL = extra-large = extra velké, XS = extra-small = extra malé. Přidáváním X se význam zesiluje (XXL atd.).
- V římském číselném zápise označuje X číslici deset.
- V obecném textu se často používá místo symbolu × (-krát, násobení; příp. protiklad).
- V obecném textu jako zástupný znak většinou pro číslici (např. telefonní č. zelené linky je 800xxxxxx)
- Ve vojenství je X typové označení používané americkým námořnictvem pro podvodní plavidla.
- V elektronické komunikaci může X nebo :X znamenat polibek.
- V angličtině bývá X používáno jako zkratka slova "Christ" (Kristus) v názvu Vánoc: X-mas. X se používá také v christogramech XP, IX či ICXC, kde pochází z řeckého písmene pro hlásku „ch“ ve jméně Christos.
- X je částečně tajné výzkumné a vývojové středisko spadající pod americkou společnost Alphabet (bývalý Google).
- V městské hromadné dopravě písmeno X použité jako prefix před číslem linky označuje linku náhradní dopravy, kterou je nahrazována linka s číslem uvedeným za prefixem, například autobusová linka X22 nahrazuje tramvajovou linku 22, tramvajová linka X-B nahrazuje linku metra B, autobusová linka XS2 nahrazuje železniční linku S2 atd.
- na diplomatických a konzulárních registračních značkách motorových vozidel v České republice písmena XX za trojčíslím indentifikujícím ambasádu písmena  XX značí omezenou diplomatickou imunitu a písmena  XS diplomatický personál. Jinak je na registračních značkách písmeno X běžně používáno jako ostatní písmena, ale není součástí označení žádného kraje. Na československých poznávacích značkách od roku 1960 byly pro zaměstnance zahraničních zastupitelstev vyhrazeny počáteční znaky XX, pro pracovníky zahraničních misí a organizací bez diplomatické imunity znaky XO. Na běžných SPZ se písmeno X vyskytovalo v označení okresu Považská Bystrica (PX) a u malých motocyklů z okresu Plzeň-sever (rovněž PX), též jako alternativní kód pro okres Trebišov (TX).